# Bezirk Mistelbach
Der Bezirk Mistelbach ist ein Verwaltungsbezirk des Landes Niederösterreich.
Sitz der Bezirkshauptmannschaft ist Mistelbach, Außenstellen befinden sich in Laa an der Thaya, Poysdorf und Wolkersdorf.

## Geografie

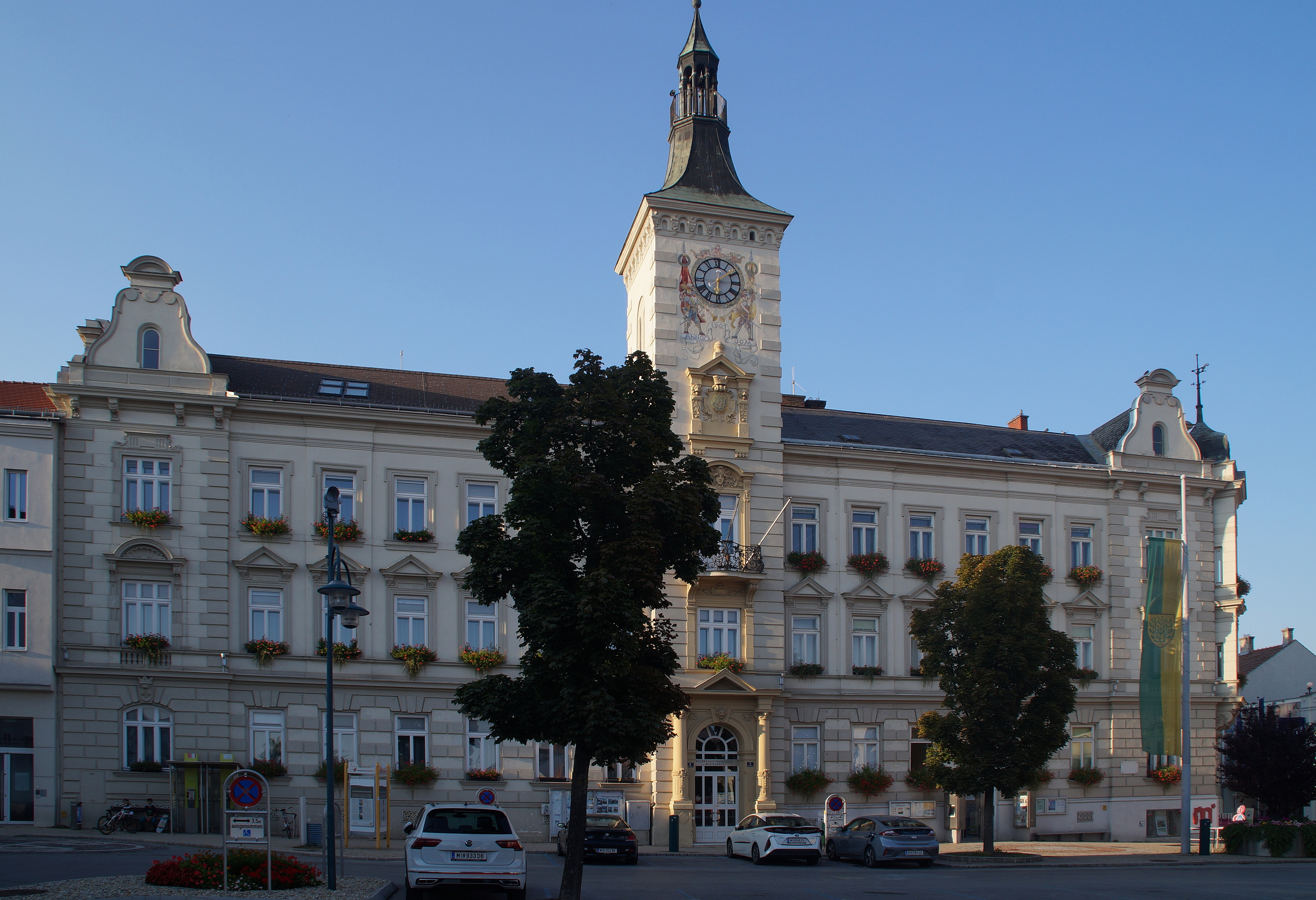
Das Gebäude der Bezirkshauptmannschaft in Mistelbach

Er ist mit 1.291,72 km² nach dem Bezirk Zwettl der flächenmäßig zweitgrößte Bezirk des Bundeslandes. Er liegt im Herzen des Weinviertels und ist auch in der Raumplanung der Hauptregion Weinviertel zugeordnet.

### Angrenzende Gebietskörperschaften
Nachbarbezirke sind der Bezirk Gänserndorf im Südosten, der Bezirk Korneuburg im Südwesten und der Bezirk Hollabrunn im Nordwesten. Im Norden grenzt er an die Tschechische Republik.
| Bezirk Hollabrunn | Bezirk Znaim (CZ)                           | Bezirk Lundenburg (CZ) |
| Bezirk Korneuburg | Kompassrose, die auf Nachbargemeinden zeigt | Bezirk Gänserndorf     |
| Bezirk Korneuburg | Bezirk Gänserndorf, Bezirk Korneuburg       | Bezirk Gänserndorf     |

## Angehörige Gemeinden

Gemeinden des Bezirks Mistelbach

Der Bezirk Mistelbach umfasst 36 Gemeinden, darunter sind 4 Städte und 20 Marktgemeinden.
Regionen in der Tabelle sind Kleinregionen in Niederösterreich
| Gemeinde                   | Lage | Ew     | km²    | Ew / km² | Gerichtsbezirk | Region                                      | Typ             | Metadaten         |
| -------------------------- | ---- | ------ | ------ | -------- | -------------- | ------------------------------------------- | --------------- | ----------------- |
| Altlichtenwarth            |      | 754    | 20,46  | 37       | Mistelbach     | Weinviertler Dreiländereck                  | Gemeinde        | Gem.Kennz.: 31601 |
| Asparn an der Zaya         |      | 1.921  | 40,48  | 47       | Mistelbach     | Leiser Berge                                | Markt- gemeinde | Gem.Kennz.: 31603 |
| Bernhardsthal              |      | 1.585  | 51,96  | 31       | Mistelbach     | Weinviertler Dreiländereck                  | Markt- gemeinde | Gem.Kennz.: 31604 |
| Bockfließ                  |      | 1.277  | 22,87  | 56       | Mistelbach     | Region um Wolkersdorf                       | Markt- gemeinde | Gem.Kennz.: 31605 |
| Drasenhofen                |      | 1.116  | 35,20  | 32       | Mistelbach     | Weinviertler Dreiländereck                  | Gemeinde        | Gem.Kennz.: 31606 |
| Falkenstein                |      | 559    | 19,17  | 29       | Mistelbach     | Land um Laa Weinviertler Dreiländereck      | Markt- gemeinde | Gem.Kennz.: 31608 |
| Fallbach                   |      | 804    | 30,43  | 26       | Mistelbach     | Land um Laa                                 | Gemeinde        | Gem.Kennz.: 31609 |
| Gaubitsch                  |      | 918    | 22,48  | 41       | Mistelbach     | Land um Laa                                 | Gemeinde        | Gem.Kennz.: 31611 |
| Gaweinstal                 |      | 4.134  | 51,71  | 80       | Mistelbach     | Südliches Weinviertel                       | Markt- gemeinde | Gem.Kennz.: 31612 |
| Gnadendorf                 |      | 1.190  | 48,26  | 25       | Mistelbach     | Land um Laa                                 | Gemeinde        | Gem.Kennz.: 31613 |
| Großengersdorf             |      | 1.537  | 15,57  | 99       | Mistelbach     | Region um Wolkersdorf                       | Markt- gemeinde | Gem.Kennz.: 31615 |
| Großebersdorf              |      | 2.315  | 18,03  | 128      | Mistelbach     | Region um Wolkersdorf                       | Markt- gemeinde | Gem.Kennz.: 31614 |
| Großharras                 |      | 1.072  | 42,66  | 25       | Mistelbach     | Land um Laa                                 | Markt- gemeinde | Gem.Kennz.: 31616 |
| Großkrut                   |      | 1.696  | 38,45  | 44       | Mistelbach     | Weinviertler Dreiländereck                  | Markt- gemeinde | Gem.Kennz.: 31617 |
| Hausbrunn                  |      | 891    | 16,17  | 55       | Mistelbach     | –                                           | Markt- gemeinde | Gem.Kennz.: 31620 |
| Herrnbaumgarten            |      | 938    | 16,49  | 57       | Mistelbach     | Weinviertler Dreiländereck                  | Markt- gemeinde | Gem.Kennz.: 31621 |
| Hochleithen                |      | 1.112  | 19,91  | 56       | Mistelbach     | Region um Wolkersdorf                       | Gemeinde        | Gem.Kennz.: 31622 |
| Kreuttal                   |      | 1.487  | 21,52  | 69       | Mistelbach     | Region um Wolkersdorf                       | Gemeinde        | Gem.Kennz.: 31627 |
| Kreuzstetten               |      | 1.683  | 24,33  | 69       | Mistelbach     | Region um Wolkersdorf                       | Markt- gemeinde | Gem.Kennz.: 31628 |
| Laa an der Thaya           |      | 6.309  | 72,91  | 87       | Mistelbach     | Land um Laa                                 | Stadt- gemeinde | Gem.Kennz.: 31629 |
| Ladendorf                  |      | 2.348  | 50,11  | 47       | Mistelbach     | Leiser Berge                                | Markt- gemeinde | Gem.Kennz.: 31630 |
| Mistelbach                 |      | 12.036 | 131,44 | 92       | Mistelbach     | –                                           | Stadt- gemeinde | Gem.Kennz.: 31633 |
| Neudorf im Weinviertel     |      | 1.355  | 40,14  | 34       | Mistelbach     | Land um Laa                                 | Markt- gemeinde | Gem.Kennz.: 31634 |
| Niederleis                 |      | 917    | 19,52  | 47       | Mistelbach     | Leiser Berge                                | Gemeinde        | Gem.Kennz.: 31636 |
| Ottenthal                  |      | 530    | 15,39  | 34       | Mistelbach     | Weinviertler Dreiländereck                  | Gemeinde        | Gem.Kennz.: 31658 |
| Pillichsdorf               |      | 1.260  | 14,33  | 88       | Mistelbach     | Region um Wolkersdorf                       | Markt- gemeinde | Gem.Kennz.: 31642 |
| Poysdorf                   |      | 5.654  | 97,26  | 58       | Mistelbach     | Weinviertler Dreiländereck                  | Stadt- gemeinde | Gem.Kennz.: 31644 |
| Rabensburg                 |      | 1.068  | 20,06  | 53       | Mistelbach     | March-Thaya-Auen Weinviertler Dreiländereck | Markt- gemeinde | Gem.Kennz.: 31645 |
| Schrattenberg              |      | 843    | 19,15  | 44       | Mistelbach     | Weinviertler Dreiländereck                  | Gemeinde        | Gem.Kennz.: 31646 |
| Staatz                     |      | 1.936  | 42,64  | 45       | Mistelbach     | Land um Laa                                 | Markt- gemeinde | Gem.Kennz.: 31649 |
| Stronsdorf                 |      | 1.565  | 48,17  | 32       | Mistelbach     | Land um Laa                                 | Markt- gemeinde | Gem.Kennz.: 31650 |
| Ulrichskirchen-Schleinbach |      | 2.668  | 26,52  | 101      | Mistelbach     | Region um Wolkersdorf                       | Markt- gemeinde | Gem.Kennz.: 31651 |
| Unterstinkenbrunn          |      | 565    | 9,42   | 60       | Mistelbach     | Land um Laa                                 | Gemeinde        | Gem.Kennz.: 31652 |
| Wildendürnbach             |      | 1.541  | 53,63  | 29       | Mistelbach     | Land um Laa                                 | Gemeinde        | Gem.Kennz.: 31653 |
| Wilfersdorf                |      | 2.073  | 30,47  | 68       | Mistelbach     | Weinviertler Dreiländereck                  | Markt- gemeinde | Gem.Kennz.: 31654 |
| Wolkersdorf im Weinviertel |      | 7.492  | 44,38  | 169      | Mistelbach     | Region um Wolkersdorf                       | Stadt- gemeinde | Gem.Kennz.: 31655 |

### Gemeindeänderungen seit 1945
1. Jänner 1957
- Eingliederung der Gemeinden Gerasdorf und Seyring aus dem Bezirk Wien-Umgebung, revidiert am 1. Jänner 1958[1][2]

1. Jänner 1966
- Auflösung der Gemeinden Atzelsdorf und Gaweinstal – Zusammenschluss zur Gemeinde Gaweinstal
- Auflösung der Gemeinden Niederkreuzstetten und Oberkreuzstetten – Zusammenschluss zur Gemeinde Kreuzstetten
- Auflösung der Gemeinden Kleinhadersdorf, Poysdorf und Wilhelmsdorf – Zusammenschluss zur Gemeinde Poysdorf
- Auflösung der Gemeinden Ameis, Enzersdorf bei Staatz, Ernsdorf bei Staatz, Staatz, Waltersdorf bei Staatz und Wultendorf – Zusammenschluss zur Gemeinde Staatz

1. Jänner 1967
- Auflösung der Gemeinden Gnadendorf, Wenzersdorf und Zwentendorf – Zusammenschluss zur Gemeinde Gnadendorf
- Auflösung der Gemeinden Althöflein, Ginzersdorf und Großkrut – Zusammenschluss zur Gemeinde Großkrut
- Auflösung der Gemeinden Friebritz und Hagenberg – Zusammenschluss zur Gemeinde Hagenberg
- Auflösung der Gemeinden Kottingneusiedl und Laa an der Thaya – Zusammenschluss zur Gemeinde Laa an der Thaya
- Auflösung der Gemeinden Ebendorf, Lanzendorf und Mistelbach an der Zaya – Zusammenschluss zur Gemeinde Mistelbach an der Zaya
- Auflösung der Gemeinden Hobersdorf und Wilfersdorf – Zusammenschluss zur Gemeinde Wilfersdorf
- Auflösung der Gemeinden Riedenthal und Wolkersdorf – Zusammenschluss zur Gemeinde Wolkersdorf

1. Jänner 1968
- Auflösung der Gemeinden Gnadendorf, Pyhra und Röhrabrunn – Zusammenschluss zur Gemeinde Gnadendorf
- Auflösung der Gemeinden Hautzendorf, Hornsburg und Unterolberndorf – Zusammenschluss zur Gemeinde Kreuttal
- Auflösung der Gemeinden Oberschotterlee, Stronegg, Stronsdorf und Unter-Schotterlee – Zusammenschluss zur Gemeinde Stronsdorf

1. Jänner 1970
- Auflösung der Gemeinden Altmanns und Asparn an der Zaya – Zusammenschluss zur Gemeinde Asparn an der Zaya
- Auflösung der Gemeinden Fallbach, Hagenberg, Hagendorf und Loosdorf – Zusammenschluss zur Gemeinde Fallbach
- Auflösung der Gemeinden Altenmarkt, Gaubitsch und Kleinbaumgarten – Zusammenschluss zur Gemeinde Gaubitsch
- Auflösung der Gemeinden Diepolz und Großharras – Zusammenschluss zur Gemeinde Großharras
- Auflösung der Gemeinden Kreuzstetten und Streifing – Zusammenschluss zur Gemeinde Kreuzstetten
- Auflösung der Gemeinden Laa an der Thaya und Ungerndorf – Zusammenschluss zur Gemeinde Laa an der Thaya
- Auflösung der Gemeinden Ladendorf und Neubau – Zusammenschluss zur Gemeinde Ladendorf
- Auflösung der Gemeinden Pommersdorf und Speisendorf – Zusammenschluss zur Gemeinde Speisendorf
- Auflösung der Gemeinden Münichsthal, Pfösing und Wolkersdorf – Zusammenschluss zur Gemeinde Wolkersdorf

1. Jänner 1971
- Auflösung der Gemeinden Asparn an der Zaya und Schletz – Zusammenschluss zur Gemeinde Asparn an der Zaya
- Auflösung der Gemeinden Bernhardsthal, Katzelsdorf und Reintal – Zusammenschluss zur Gemeinde Bernhardsthal
- Auflösung der Gemeinden Drasenhofen, Kleinschweinbarth, Steinebrunn und Stützenhofen – Zusammenschluss zur Gemeinde Drasenhofen
- Auflösung der Gemeinden Gaweinstal und Martinsdorf – Zusammenschluss zur Gemeinde Gaweinstal
- Auflösung der Gemeinden Eichenbrunn und Gnadendorf – Zusammenschluss zur Gemeinde Gnadendorf
- Auflösung der Gemeinden Eibesbrunn, Großebersdorf und Putzing – Zusammenschluss zur Gemeinde Großebersdorf
- Auflösung der Gemeinden Großharras und Zwingendorf – Zusammenschluss zur Gemeinde Großharras
- Auflösung der Gemeinden Bogenneusiedl, Traunfeld und Wolfpassing an der Hochleithen – Zusammenschluss zur Gemeinde Hochleithen
- Auflösung der Gemeinden Eggersdorf, Grafensulz, Herrnleis, Ladendorf und Pürstendorf – Zusammenschluss zur Gemeinde Ladendorf
- Auflösung der Gemeinden Kirchstetten, Neudorf bei Staatz und Zlabern – Zusammenschluss zur Gemeinde Neudorf bei Staatz
- Auflösung der Gemeinden Erdberg, Föllim, Ketzelsdorf, Poysbrunn, Poysdorf, Walterskirchen und Wetzelsdorf – Zusammenschluss zur Gemeinde Poysdorf
- Auflösung der Gemeinden Patzenthal, Patzmannsdorf und Stronsdorf – Zusammenschluss zur Gemeinde Stronsdorf
- Auflösung der Gemeinden Kronberg, Schleinbach und Ulrichskirchen – Zusammenschluss zur Gemeinde Ulrichskirchen-Schleinbach
- Auflösung der Gemeinden Bullendorf, Ebersdorf an der Zaya und Wilfersdorf – Zusammenschluss zur Gemeinde Wilfersdorf

1. Jänner 1972
- Auflösung der Gemeinden Asparn an der Zaya, Michelstetten und Olgersdorf – Zusammenschluss zur Gemeinde Asparn an der Zaya
- Auflösung der Gemeinden Falkenstein, Guttenbrunn und Ottenthal – Zusammenschluss zur Gemeinde Falkenstein
- Auflösung der Gemeinden Gaubitsch und Unterstinkenbrunn – Zusammenschluss zur Gemeinde Gartenbrunn
- Auflösung der Gemeinden Gaweinstal, Höbersdorf, Pellendorf und Schrick – Zusammenschluss zur Gemeinde Gaweinstal
- Auflösung der Gemeinden Großebersdorf und Manhartsbrunn – Zusammenschluss zur Gemeinde Großebersdorf
- Auflösung der Gemeinden Hanfthal, Laa an der Thaya und Wulzeshofen – Zusammenschluss zur Gemeinde Laa an der Thaya
- Auflösung der Gemeinden Eibesthal, Frättingsdorf, Hörersdorf, Hüttendorf, Kettlasbrunn, Mistelbach an der Zaya, Paasdorf und Siebenhirten – Zusammenschluss zur Gemeinde Mistelbach
- Auflösung der Gemeinden Altruppersdorf und Poysdorf – Zusammenschluss zur Gemeinde Poysdorf
- Auflösung der Gemeinden Neuruppersdorf, Pottenhofen und Wildendürnbach – Zusammenschluss zur Gemeinde Wildendürnbach
- Auflösung der Gemeinden Obersdorf und Wolkersdorf – Zusammenschluss zur Gemeinde Wolkersdorf

1. Jänner 1989
- Auflösung der Gemeinde Falkenstein – Aufteilung auf die Gemeinden Falkenstein und Ottenthal

1. Jänner 1995
- Auflösung der Gemeinde Gartenbrunn – Aufteilung auf die Gemeinden Gaubitsch und Unterstinkenbrunn[3]

## Geschichte
Während des siegreichen Vormarsches der Preußen nach der Schlacht bei Königgrätz 1866 brachte das preußische Heer auch die Cholera nach Niederösterreich, die bis zum November 15.000 Tote forderte. Die „Neue Freie Presse“ berichtete am 2. September 1866 über die Cholera im Weinviertel und die Toten in den einzelnen Gemeinden des Bezirks.
Auch im April 1945, den letzten Kriegstagen nach der Schlacht um Wien (auchWiener Operation), war die Gegend um Mistelbach schwer getroffen. Letzte Zeitzeugen berichteten 2015 darüber in den NöN. Erst im August 1945 trat etwas Ruhe wieder ein für die Bevölkerung. Am Soldatenfriedhof in Mistelbach sind 918 Tote Soldaten der Roten Armee bestattet.